# 羅伊山
72°31′S 166°15′E / 72.517°S 166.250°E
羅伊山（英語：Mount Roy）是南極洲的山峰，位於維多利亞地，海拔高度2,850米，美國地質調查局根據測量和該國海軍的空中照片繪入地圖，現時由南極條約體系管理。